# Musique d'Okinawa

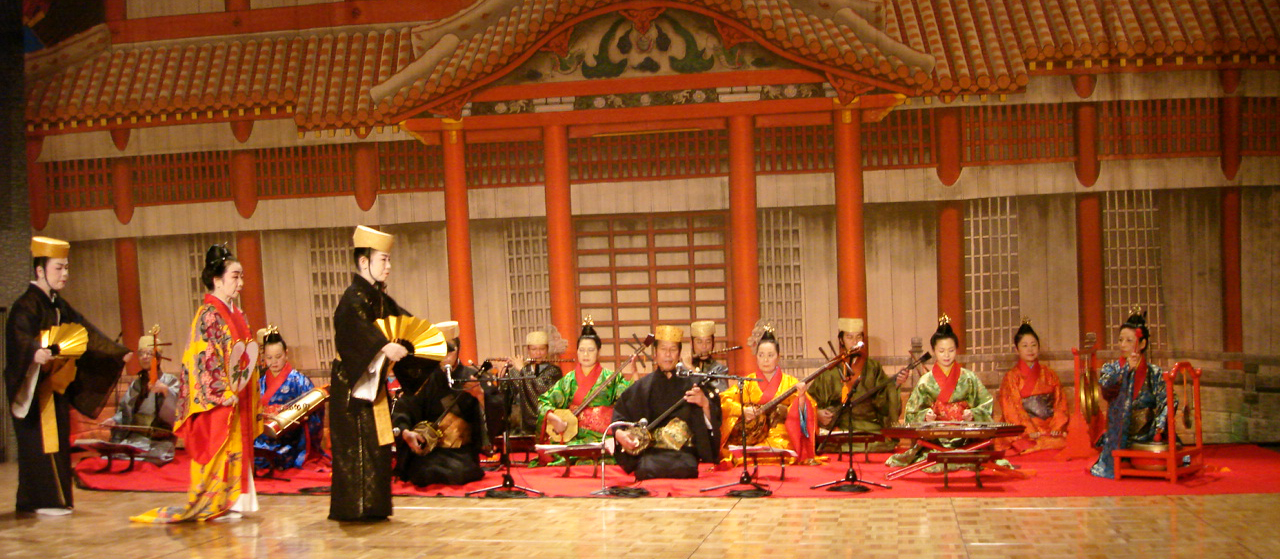
Uzagaku.

La musique d'Okinawa (沖縄音楽, Okinawa ongaku) ou shimauta (島唄, « chant des îles ») est directement influencée par la musique des divers pays entourant Okinawa : le Japon, la Chine, l'Indonésie et la Polynésie.
La musique d'Okinawa consiste donc en un mélange de musiques traditionnelles relatant la vie des peuples ruraux d'Okinawa, travaillant sur les cultures de cannes à sucre. L'ancienne musique de cour uzagaku y subsiste encore, avec un instrument rare, le yaukin.
Nous pouvons y entendre un instrument traditionnel d'Okinawa : le sanshin qui est un luth recouvert de peau de serpent comportant trois cordes, accompagné au tambour taïko.
Hirayasu, accompagné de Bob Brozman, a enregistré l'album le plus populaire de musique d'Okinawa : JIN JIN. 

## Principaux artistes
- Misako Koja
- Sadao China
- Nenes
- Shoukichi Kina & Champloose
- Shisars
- Misako Ohshiro
- Orange Range, groupe de Jpop.
- Rimi Natsukawa, chanteuse de Enka influencée par la musique d'Okinawa.
- Uema Ayano
- Rinken Band
- Rinsho Kadekaru
- Rinji Kadekaru
- Takashi Hirayasu & Bob Brozman
- Seijin Noborikawa